# Jacquemontia densiflora
Jacquemontia densiflora är en vindeväxtart som först beskrevs av Meissner, och fick sitt nu gällande namn av Hallier f. Jacquemontia densiflora ingår i släktet Jacquemontia och familjen vindeväxter. Inga underarter finns listade i Catalogue of Life.